# Павловський сільський округ
Па́вловський сільський округ (каз. Павлов ауылдық округі, рос. Павловский сельский округ) — адміністративна одиниця у складі району Беїмбета Майліна Костанайської області Казахстану. Адміністративний центр — село Павловка.
Населення — 838 осіб (2021; 1933 у 2009, 5007 у 1999, 7883 у 1989).
Станом на 1989 рік існували Апановська сільська рада (село Апановка, селище 201 км), Євгеновська сільська рада (села Євгеновка, Лугове, Покровка), Нелюбинська сільська рада (села Борсуковка, Вікентьєвка, Мариновка, Нелюбинка) та Павловська сільська рада (села Апановка, Коржинколь, Наталовка, Павловка). Села Лугове, Мариновка, Наталовка та Покровка ліквідовано 2009 року, Євгеновський сільський округ перетворено в Євгеновську сільську адміністрацію. 2013 року до складу Павловського сільського округу була включена територія ліквідованого Нелюбинського сільського округу (села Борсуковка, Нелюбинка). Села Борсуковка та Нелюбинка були ліквідовані 2017 року. 2019 року до складу округу була включена територія ліквідованої Євгеновської сільської адміністрації. 2021 року ліквідовано село Коржинколь.

## Склад
До складу адміністрації входять такі населені пункти:
| Населений пункт    | Старі назви       | Населення, осіб (1989) | Населення, осіб (1999) | Населення, осіб (2009) | Населення, осіб (2021) |
| ------------------ | ----------------- | ---------------------- | ---------------------- | ---------------------- | ---------------------- |
| 201 км, селище     | -                 | 11                     | -                      | -                      | -                      |
| Апановка, село     | (Апановська с.р.) | 749                    | 787                    | 575                    | 494                    |
| --Апановка, село   | (Павловська с.р.) | 318                    | -                      | -                      | -                      |
| --Коржинколь, село | Корженколь        | 304                    | 257                    | 124                    | 6                      |
| Борсуковка, село   | -                 | 393                    | 205                    | 81                     | -                      |
| Вікентьєвка, село  | -                 | 664                    | 70                     | -                      | -                      |
| Євгеновка, село    | -                 | 1007                   | 785                    | 421                    | 131                    |
| Лугове, село       | -                 | 109                    | 119                    | -                      | -                      |
| Мариновка, село    | -                 | 798                    | 436                    | -                      | -                      |
| Наталовка, село    | -                 | 151                    | 120                    | -                      | -                      |
| Павловка, село     | -                 | 1640                   | 1104                   | 584                    | 206                    |
| --Нелюбинка, село  | -                 | 1462                   | 831                    | 148                    | 1                      |
| Покровка, село     | -                 | 277                    | 293                    | -                      | -                      |